# Wydział Nauk Biologicznych Uniwersytetu Zielonogórskiego
Wydział Nauk Biologicznych Uniwersytetu Zielonogórskiego powstał 1 września 2007 roku poprzez wydzielenie z Wydziału Inżynierii Lądowej i Środowiska. Według Ministerstwa Nauki i Szkolnictwa Wyższego wydział posiada kategorię "B".

## Kierunki kształcenia
Dostępne kierunki:
- Biologia (studia I i II stopnia)
- Biomonitoring i zarządzanie środowiskiem (studia I stopnia)
- Biotechnologia (studia I i II stopnia)
- Ochrona Środowiska (studia I i II stopnia)
- Turystyka i Rekreacja (studia I stopnia)
- Wychowanie Fizyczne (studia I i II stopnia)

## Struktura organizacyjna

### Instytut Nauk Biologicznych
Dyrektor: prof. dr hab. Leszek Jerzak
- Katedra Biotechnologii
- Katedra Botaniki i Ekologii
- Katedra Ochrony Przyrody
- Katedra Sportu, Turystyki i Promocji Zdrowia
- Katedra Zoologii
- Ogród Botaniczny
- Ptasi Azyl Ośrodek dla zwierząt chronionych prawem

## Władze Wydziału
W kadencji 2020–2024:
| Stanowisko               | Imię i nazwisko            |
| ------------------------ | -------------------------- |
| Dziekan                  | prof. dr hab. Beata Gabryś |
| Prodziekan ds. Studentów | dr Elżbieta Roland         |